# Mapinguari desvauxianus
Mapinguari desvauxianus là một loài thực vật có hoa trong họ Lan. Loài này được (Rchb.f.) Carnevali & R.B.Singer mô tả khoa học đầu tiên năm 2007.